# Marià Maspons i Labrós
Marià Maspons i Labrós (Granollers, 23 d'abril de 1840 – Barcelona, 12 de maig de 1885) fou un advocat i polític català, germà dels folkloristes Francesc i Maria del Pilar Maspons i Labrós (Maria de Bell-lloc). El seu origen familiar es troba a Can Masponç, de Bigues, malgrat que només hi residí eventualment alguns estius.

## Trajectòria
Es llicencià en dret civil i canònic el 1865. Fou directiu de l'Acadèmia de Jurisprudència i Legislació de Catalunya i membre del Col·legi d'Advocats de Barcelona, secretari de l'Ateneu Català el 1869 i de l'Ateneu Barcelonès el 1871. També fou president de la Societat de Tramvies de Barcelona i del Banco Franco-Español.
Participà en el comitè de recepció a Barcelona del futur rei Alfons XII el 1875, fou un dels signants del manifest dels conservadors catalans a Cánovas del Castillo el mateix any a Manresa. Alhora fou diputat provincial el 1875-1877. Fou escollit al Congrés dels Diputats del Partit Liberal Conservador pel districte de Granollers a les eleccions generals espanyoles de 1876 i 1879. S'interessà per la integració dels pobles del pla de Barcelona, pel conflicte del gas a Barcelona, i participà en la discussió de la política duanera amb la Gran Bretanya i les bases del codi civil.
També col·laborà a La Renaixensa, Lo Gay Saber i al Diari de Barcelona. El 1885 fou mantenidor dels Jocs Florals de Barcelona i cap de la comissió de redacció del Memorial de Greuges, així com el que va fer els discurs de presentació.